# Lymeon pleuralis
Lymeon pleuralis är en stekelart som först beskrevs av Szepligeti 1916.  Lymeon pleuralis ingår i släktet Lymeon och familjen brokparasitsteklar. Inga underarter finns listade i Catalogue of Life.